# II. Nebirierau
II. Nebirierau (uralkodói nevén Szeuadzsenré) az ókori egyiptomi XVI. dinasztia egyik uralkodója volt, a második átmeneti kor idején. Székhelye Théba volt.

## Említései
Általában elődje, I. Nebirierau fiának tartják, tekintve, hogy a név nagyon ritka a történelmi forrásokban. Ellentétben I. Nebirierauval, aki 26 éven át uralkodott Felső-Egyiptomban, II. Nebiriauról keveset tudni; korabeli források egyáltalán nem említik.
Nebirierau mindössze két forrásból ismert, mindkettő jóval későbbi: az egyik a XIX. dinasztia idején összeállított torinói királylista, melyen a 13. oszlop 5. neveként szerepel (uralkodói neve elveszett), a másik pedig Harpokratész isten bronz szobrocskája (Egyiptomi Múzeum, 38189). A szobor talapzatának négy oldalára kártusba írt neveket véstek, ezek: Binpu; Jahmesz; A jó isten, Szeuadzsenré, az igaz hangú; A jó isten, Noferkaré, az igaz hangú. Az első két név a XVI. dinasztiát követő XVII. dinasztia két hercegét jelöli, a Szeuadzsenré I. Nebirierau uralkodói neve volt, a Noferkaré pedig valószínűleg II. Nebirierau más forrásban nem szereplő uralkodói neve. A lelet azért is érdekes, mert Harpokratész kultusza – és így maga a szobrocska is – a ptolemaida korra datálható, vagyis 1500 évvel későbbi, mint az a kor, amikor ezek a személyek éltek.
II. Nebirieraut egy szintén kevéssé ismert, Szemenré nevű király követte, akinek neve csak egy baltán maradt fenn, őt pedig Szeuszerenré Bebianh, akinek a torinói királylista 12 évnyi uralkodást tulajdonít.

## Fordítás
- Ez a szócikk részben vagy egészben  a   Nebiriau II című angol Wikipédia-szócikk ezen változatának fordításán alapul.  Az eredeti cikk szerkesztőit annak laptörténete sorolja fel. Ez a jelzés csupán a megfogalmazás eredetét és a szerzői jogokat jelzi, nem szolgál a cikkben szereplő információk forrásmegjelöléseként.